# 托滕山 (高地陶恩山脈)
47°7′36″N 12°39′35″E / 47.12667°N 12.65972°E

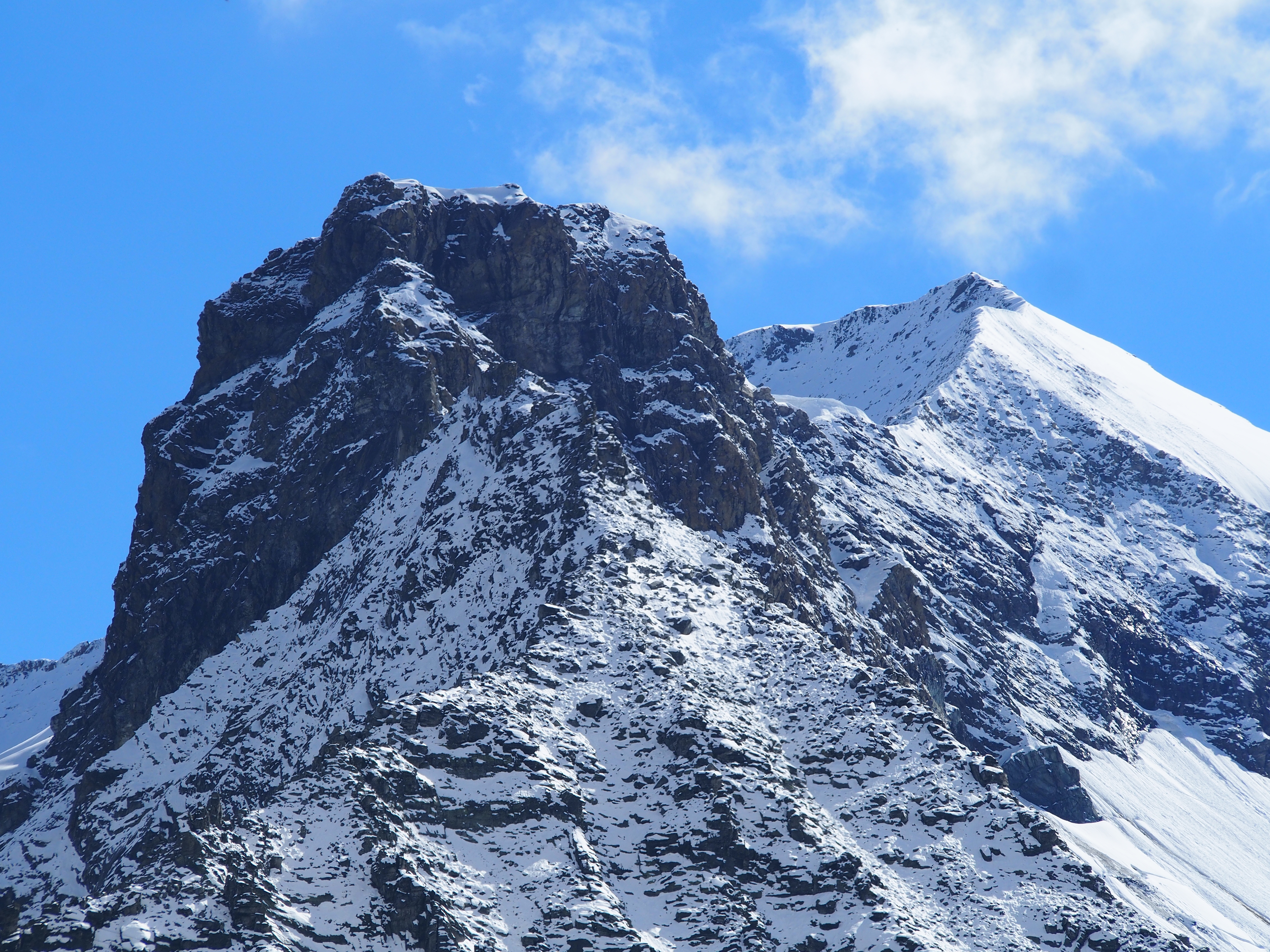

托滕山（德語：Totenkopf），是奧地利的山峰，位於該國中部，由薩爾茨堡州負責管轄，屬於中阿爾卑斯山脈中高地陶恩山脈的一部分，海拔高度3,151米，每年平均降雨量2,073毫米，人類在1885年9月19日首次登頂。